# Папужка-пігмей
Папужка-пігмей (Micropsitta) — рід птахів родини папугові.

## Опис
Найдрібніші представники ряду. Довжина їх тіла не перевищує 10 см, крила близько 6—7 см. Мають сильно вигнутий і вузький дзьоб з рубчиками на кінці наддзьобка, висота якого більше довжини. Пальці у них довгі, кігті слабкі, трохи зігнуті. Хвіст короткий з дещо заокругленим або прямим зрізом, подібний до хвоста дятлів.

## Поширення
Зустрічаються в Новій Гвінеї і прилеглих островах.

## Спосіб життя
Зазвичай тримаються біля вершин найвищих дерев, найчастіше фігових. Птахи лазають по стовбурах дерев, в чому їм допомагає жорсткий хвіст. Живляться деревним соком, м'якими плодами чагарників і дерев. Поїдають у великій кількості комах.

## Класифікація[1]
У роді 6 видів:
- Папужка-пігмей червоноволий (Micropsitta bruijnii)
- Папужка-пігмей зелений (Micropsitta finschii)
- Папужка-пігмей бронзовощокий (Micropsitta geelvinkiana)
- Папужка-пігмей кайський (Micropsitta keiensis)
- Папужка-пігмей жовтоволий (Micropsitta meeki)
- Папужка-пігмей вохристощокий (Micropsitta pusio)